# Castel Boglione
Castel Boglione (Castervé en piemontès) és un municipi situat al territori de la província d'Asti, a la regió del Piemont (Itàlia).
Limita amb els municipis de Calamandrana, Castel Rocchero, Fontanile, Montabone, Nizza Monferrato i Rocchetta Palafea.